# Like a Dragon: Infinite Wealth
Like a Dragon: Infinite Wealth (также известна просто как Like a Dragon 8 в азиатских регионах) — компьютерная игра в жанре JRPG. В качестве разработчика проекта выступает Ryu Ga Gotoku Studio, в качестве издателя — Sega. Infinite Wealth является частью основной серии игр франшизы Like a Dragon и сиквелом игры Yakuza: Like a Dragon, выпущенной в 2020 году.
Действие игры происходит не только в Японии, но и, впервые в серии, на Гавайях, США. Вместе со старыми и новыми союзниками, Итибан Касуга и Кадзума Кирю объединяются, чтобы помочь первому найти и воссоединиться со своей матерью на Гавайях, в то время как второй борется с раком.
Игра была выпущена 26 января 2024 года для консолей PlayStation 4, PlayStation 5, Xbox One, Xbox Series X/S и персональных компьютеров под управлением Windows. В феврале 2025 года было выпущено ответвление Pirate Yakuza in Hawaii, события которого происходят спустя полгода после событий Infinite Wealth, а главным героем игры выступает Горо Мадзима, давний соперник Кирю.

## Игровой процесс
В игре игроки управляют Итибаном Касугой и Кадзумой Кирю, а также членами их кланов, исследуя район Исезаки Идзинчо в Йокогаме, а также город Гонолулу на Гавайях. Как и в седьмой части, в игре используется пошаговая система боя для всех играбельных персонажей. Каждый персонаж может выбрать одну из множества «профессий», которые действуют как классы, дающие им отличительные преимущества и стили игры. Уникальная особенность Кирю, «Дракон Додзимы», даёт ему возможность переключаться между несколькими боевыми стилями, а также позволяет временно вести бой в реальном времени, подобно геймплею из предыдущих частей франшизы. Возвращается система призыва Poundmates, в которой представлены различные новые и возвращенные персонажи франшизы, такие как Шун Акияма и Каору Саяма.
Возвращается несколько мини-игр из предыдущих частей, таких как караоке, дартс, маджонг, а также аркадные игры, включая Virtua Fighter 3tb, Sega Bass Fishing и SpikeOut.
Кроме того, появились и новые мини-игры, такие как Crazy Delivery — игра по доставке еды, вдохновлённая франшизой Crazy Taxi, Sujimon Battle — пародийная игра про покемонов и Miss Match — приложение для знакомств с Касугой. В одной из мини-игр, Happy Resort Dondoko Island, Касуга должен управлять своим собственным курортным островом, сочетая такие задачи, как сбор ресурсов, ремесло и социальные взаимодействия. У Кирю есть своя мини-игра, Bucket List, в которой Кирю воссоединяется со своими старыми друзьями и союзниками из предыдущих игр серии.

## Сюжет
В 2022 году, через три года после роспуска кланов Тодзё и Оми, бывший якудза Итибан Касуга работает в агентстве по трудоустройству Hello Work в Идзезаки Идзинчо, Йокогама. Он решает продолжить дело своего отца и наставника Масуми Аракавы, помогая бывшим якудза найти легальную работу. После встречи с друзьями Ю Нанба, Коити Адати и Саэко Мукода, Касуга приглашает Саэко, к которой давно испытывает романтические чувства, на свидание, но переходит черту, предлагая ей выйти за него замуж, что задевает Саэко и они перестают общаться.
Год спустя, виртуальный ютубер Хисока Татара распространяет на своих стримах ложные слухи о том, что Касуга создает свою преступную группировку из бывших якудза, что приводит к увольнению Касуги и Нанба, а также к невозможности Адати получить кредит. Через месяц они узнают, что клан Сэйрю массово нанимает бывших якудза. Проникнув в штаб-квартиру клана, они встречают исполняющего обязанности председателя Масатаку Эбина, который объясняет, что нанимает бывших якудза в легальный бизнес по управлению отходами и организует так называемый «Второй Великий Роспуск», чтобы распустить оставшиеся якудза по всей Японии. Эбина работает с Дзё Савасиро, освобожденным из тюрьмы после доказательства его невиновности в убийстве предыдущего председателя клана Сэйрю Рюхэя Хосино. Савасиро сообщает Касуге, что его биологическая мать, Аканэ Кисида, жива и живет в Гонолулу, на Гавайях, и просит Касугу встретиться с ней.
Прибыв на Гавайи, Касуга быстро заводит друзей, включая инженера в инвалидном кресле Эйдзи Митамура, и сталкивается с таксистом Эриком Томидзава, который пытается его ограбить, а также с горничной Аканэ и студенткой по обмену Титосе Фудзиномия, которая впоследствии крадёт его паспорт. Встретившись с протагонистом прошлых игр серии Казумой Кирю, который ищет Аканэ по приказу фракции Дайдодзи, они сталкиваются с синдикатом Ямаи и их патриархом Ютакой Ямаи, также ищущим Аканэ. Томидзава после столкновения переходит на сторону Касуги. Группа Касуги обнаруживает, что Титосэ использовала его паспорт, чтобы спрятаться в «пятом районе», где базируется банда Барракуд. Кирю раскрывает, что у него рак, и ему осталось жить около полугода.
Группа проникает в район Пять и находит Читосе, которая присоединяется к ним для противостояния лидеру Барракуд Дуайту Мендесу. Узнав от Титосе, что Аканэ была частью религиозной благотворительной группы Палекана и что крупнейшие банды Гавайев, Барракуды и китайская мафия Ганже, вместе с Ямаи, охотятся на Аканэ, они решают помочь ей. С помощью Кирю, Касуга встречается с Вонг Тоу, командиром Ганже, который раскрывает, что Барракуды и Ганже тайно контролируются Брайсом Фэйрчайлдом, «покровителем» Палеканы, а заодно и гавайского преступного мира. Брайс ищет Аканэ, чтобы выйти на Лани, девочку под её защитой, которая хранит некий секрет. Вонга предает шпион, вынуждая группу Касуги сопровождать его в тайное укрытие Дайдодзи, но ослабевшего от рака Кирю захватывает Ямаи. Нанба и Адачи прибывают на Гавайи и присоединяются к Касуге для противостояния Ямаи, который оказывает медицинскую помощь Кирю из уважения к нему как бывшему члену клана Тодзё.
С помощью правой руки Сеонхи, Джунги Хана, группа Касуги спасает Лани и Аканэ и возвращается в Японию. В Токио они обнаруживают, что Эбина замышляет план по принудительному труду якудза на ядерном полигоне, и в результате его схватывают.
Месяц спустя Касуга пытается вновь признаться в своих чувствах Саэко, но снова всё портит, показывая футболку с надписью об их отношениях, что вызывает смех у их друзей. Кирю в больнице начинает лечение, когда его навещают приёмная дочь Харука и её сын Харуто.

## Разработка и выпуск
Игра была анонсирована 14 сентября 2022 года под названием Like a Dragon 8. В качестве платформ выхода были заявлены персональные компьютеры под управлением Windows, а также игровые приставки PlayStation 4, PlayStation 5, Xbox One и Xbox Series X/S. В июне 2023 года на презентации Xbox был представлен трейлер, в котором было объявлено, что международная версия игры выйдет под названием Like a Dragon: Infinite Wealth, в Японии сохранит цифру в названии — Ryu Ga Gotoku 8. В сентябре 2023 года была объявлена дата выхода — 26 января 2024 года.

## Отзывы
| Сводный рейтинг       | Сводный рейтинг                     |
| Агрегатор             | Оценка                              |
| --------------------- | ----------------------------------- |
| Metacritic            | PC: 89/100 PS5: 89/100 XSXS: 92/100 |
| OpenCritic            | 97%                                 |
| Иноязычные издания    |                                     |
| Издание               | Оценка                              |
| Destructoid           | 8/10                                |
| Eurogamer             | 4/5                                 |
| Famitsu               | 40/40                               |
| Game Informer         | 8,5/10                              |
| GameSpot              | 8/10                                |
| GamesRadar+           | 4/5                                 |
| IGN                   | 9/10                                |
| PCGamesN              | 9/10                                |
| PC Gamer (US)         | 80/100                              |
| Push Square           | 9/10                                |
| Shacknews             | 10/10                               |
| Русскоязычные издания |                                     |
| Издание               | Оценка                              |
| 3DNews                | 9,0/10                              |
| StopGame.ru           | Изумительно                         |

Игра получила восторженные отзывы игроков и критиков. Журналисты отмечали улучшенную систему пошаговых боёв в сравнении с седьмой частью и проработанную карту Гонолулу. Из недостатков выделялись чересчур длинный игровой процесс и нелогичность сюжетных поворотов.